# Мика (отбор)
Мика (на арменски: Միկա) е арменски футболен клуб от град Ереван.

## История
Мика е основан през 1999 г. след обединение на ФК Мика и Касах Аштарак. След обединението името на новия отбор е Мика-Касах Аштарак, но това трае само 1 година и през 2000 г. двата отбора се разделят, като Касах Аштарак запазва името, емблемата, историята и успехите си, а Мика започва като нов отбор – Мика Аштарак.
През 2007 г., Мика премества седалището си от Аштарак в Ереван, където си построява стадион в центъра на арменската столица и на него домакинства и мачове от европейските клубни турнири по футбол.

## Успехи
- Носител на Купа на Армения (5):

2000, 2001, 2003, 2005, 2006
- Носител на Суперкупа на Армения (1):

2006